# スポーツアコード国際会議
スポーツアコード国際会議（スポーツアコードこくさいかいぎ、英: SportAccord International Convention）とは、国際オリンピック委員会 (IOC) 理事会や国際競技連盟連合（GAISF、旧称スポーツアコード）、国際ワールドゲームズ協会 (IWGA) 、国際マスターズゲームズ協会 (IMGA) 、夏季オリンピック国際競技連盟連合 (ASOIF) 、冬季オリンピック国際競技連盟連合 (AIOWF) 、IOC承認国際競技連盟連合 (ARISF) といった国際スポーツ関係団体の理事会・総会を同じ会場で行うスポーツ総合国際会議であり、毎年開催される。主催団体はスポーツアコード。

## 概要
各団体に所属する国際競技連盟 (IF) の代表や関連各企業やスポーツ関連の法律家、放送関係者などの専門家なども参加し、2003年にスペインのマドリード会議場 (Palasio de Congresos Madrid) でGAISF主催で開かれた第1回の会議では、98団体1000人を超す参加者があった。
会期中、各団体の理事会、総会、セッション、セミナーなどが行なわれる。
また、展示会場も設けられ、IF・イベント開催都市・メディア・各種企業などのブースが設置される。
国際スポーツ関係団体の会議を集めることでIF役員の移動負担の軽減と時間の節約ができ、各スポーツ関係者が同じ会場に集まることで相互交流が深まる事が期待される。
2009年3月、GAISFは団体名を会議イベント名の「スポーツアコード」に改称。
2017年4月、スポーツアコード会長のパトリック・バウマンの下、団体名は「国際競技連盟連合」 (GAISF) に戻る。会議イベント主催団体は分離独立し「スポーツアコード」となった。

## 開催地一覧
- 第1回（2003年5月12日～17日）マドリード（スペイン）
- 第2回（2004年5月15日～20日）ローザンヌ（スイス）
- 第3回（2005年4月16日～20日）ベルリン（ドイツ）
- 第4回（2006年4月3日～7日）ソウル（韓国）
- 第5回（2007年4月23日～27日）北京（中国）
- 第6回（2008年6月2日～6日）アテネ（ギリシャ）
- 第7回（2009年3月23日～27日）デンバー（アメリカ合衆国）
- 第8回（2010年4月20日～25日）ドバイ（アラブ首長国連邦）
- 第9回（2011年4月3日～8日）ロンドン（イギリス）
- 第10回（2012年5月20日～25日）ケベック（カナダ）
- 第11回（2013年5月26日～31日）サンクトペテルブルク（ロシア）
- 第12回（2014年4月8日～11日）アンタルヤ県ベレキ（トルコ）
- 第13回（2015年4月19日～24日）ソチ（ロシア）
- 第14回（2016年4月17日〜22日）ローザンヌ（スイス）
- 第15回（2017年4月2日〜7日）オーフス（デンマーク）
- 第16回（2018年4月15日〜20日）バンコク（タイ）
- 第17回（2019年5月5日〜10日）ゴールドコースト（オーストラリア）
- 第18回（2020年4月19日〜24日）ローザンヌ（スイス）

第18回は、新型コロナウイルス感染症の蔓延防止のためスイス連邦政府が大規模なイベントの開催を禁止し、開催を中止した。
- 第19回（2022年5月15日〜20日）エカテリンブルク（ロシア）

第19回は、新型コロナウイルス感染症の影響で2021年の開催を断念し、2022年の開催を目指したがロシアのウクライナ侵攻により開催を中止した。